# 2012 год в истории метрополитена
В этой статье перечисляются основные  события из истории метрополитенов в 2012 году. Полужирным шрифтом выделены открытия новых транспортных систем.

## События

### Первое полугодие
- 5 апреля — открыта вся первая линия Лимского метрополитена в Перу.
- 12 апреля — в московском метро введены в эксплуатацию вагоны типа 81-760/761 «Ока» (сейчас обслуживают Калужско-Рижскую, Калининскую, Солнцевскую и Серпуховско-Тимирязевскую линии)[1].
- 25 апреля — открыты станции Софийского метрополитена «Младост 3» и «Цариградское шоссе» Первой линии.
- 28 апреля: 
  - открыт Сучжоуский метрополитен, 14-й в Китае.
  - открыта после реконструкции и замены эскалаторов станция Московского метрополитена «Парк культуры» Кольцевой линии (монтаж эскалаторов, которые явились причиной задержки открытия станции, был произведён с 9 по 20 апреля[2]).
- 1 июня — стоимость проезда в Санкт-Петербургском метрополитене повышена до 27 рублей.
- 13 июня — открытие станций «Sant'Agnese/Annibaliano», «Libia» и «Conca d'Oro» Римского метрополитена (ответвление линии Би от станции «Болонья»).[3]
- 15 июня — в 12:00 открыт для пассажиров южный вестибюль станции московского метро «Аннино»[4].
- 28 июня — первой экспресс-линией до нового аэропорта открыт Куньминский метрополитен, 15-й в Китае.

### Второе полугодие
- 28 июля — открыта станция Екатеринбургского метрополитена — «Чкаловская».
- 17 августа — в Стамбульском метрополитене открыта линия М4 «Кадыкёй» — «Картал» (22 км, 15 станций), расположенная на азиатском берегу.
- 30 августа — открыта 186-я станция Московского метрополитена «Новокосино».
- 31 августа — открыта Вторая линия (11 км, 11 станций) Софийского метрополитена.
- 5 октября — станция Ташкентского метрополитена «Чкаловская» переименована в «Дустлик».
- 24 октября — открыт метрополитен Форталезы в Бразилии.
- 25 октября — открыта станция «Ипподром» на Куренёвско-Красноармейской линии, 51-я станция Киевского метрополитена[5][6].
- 4 ноября — открыта первая в исторической нагорной части Нижнего Новгорода станция Нижегородского метрополитена «Горьковская» с одновременным запуском движения поездов метро по метромосту. В Нижегородском метрополитене 14 станций.
- 7 ноября — открыты три новые станции Минского метрополитена — «Петровщина», «Грушевка» и «Михалово»[7].
- 24 ноября — открылся метрополитен в Ханчжоу в Китае. 16-й метрополитен Китая.
- 18 декабря — открыта 302-я станция Парижского метрополитена «Front Populaire» (Линия 12).
- 24 декабря: 
  - открыта 187-я станция Московского метрополитена «Алма-Атинская»[8].
  - открылся второй выход станции московского метро «Марьина Роща»[9].
  - открыта первая очередь второй линии Метрополитена Санто-Доминго (10 станций).
- 28 декабря: 
  - открыта 188-я станция Московского метрополитена «Пятницкое шоссе»[10]. (Всего за год открыто 3 станции Московского метрополитена).
  - открыты 66-я и 67-я станции «Бухарестская» и «Международная» Петербургского метрополитена.

## Происшествия
| Дата      | Метро                   | Погибли | Пострадали                            | Описание |
| --------- | ----------------------- | ------- | ------------------------------------- | --- |
| январь    | Московский метрополитен | 0       | 0                                     | В результате возгорания кабеля произошло задымление в тоннеле и движение было остановлено на 2 часа |
| апрель    | Московский метрополитен | 0       | 0                                     | Под одним из вагонов загорелся кабель, что привело к задымлению станции |
| 15 апреля | Московский метрополитен | 0       | 10 (пострадали)/6 (госпитализированы) | В вестибюле станции «Комсомольская» резко остановился, а потом резко ускорился эскалатор. Причиной аварии эскалатора стало отсутствие зубчатой соединительной муфты, которую техники забыли установить во время ремонта соседнего в наклонном ходе эскалатора. В метрополитене была произведена кадровая перестановка: начальник эскалаторной службы Александр Икенькин понижен в должности и назначен на пост заместителя начальника эскалаторной службы по реконструкции. Уволены начальник отдела техконтроля и один из мастеров. Ещё пяти сотрудникам объявлен выговор. |